# Parque Louis Armstrong

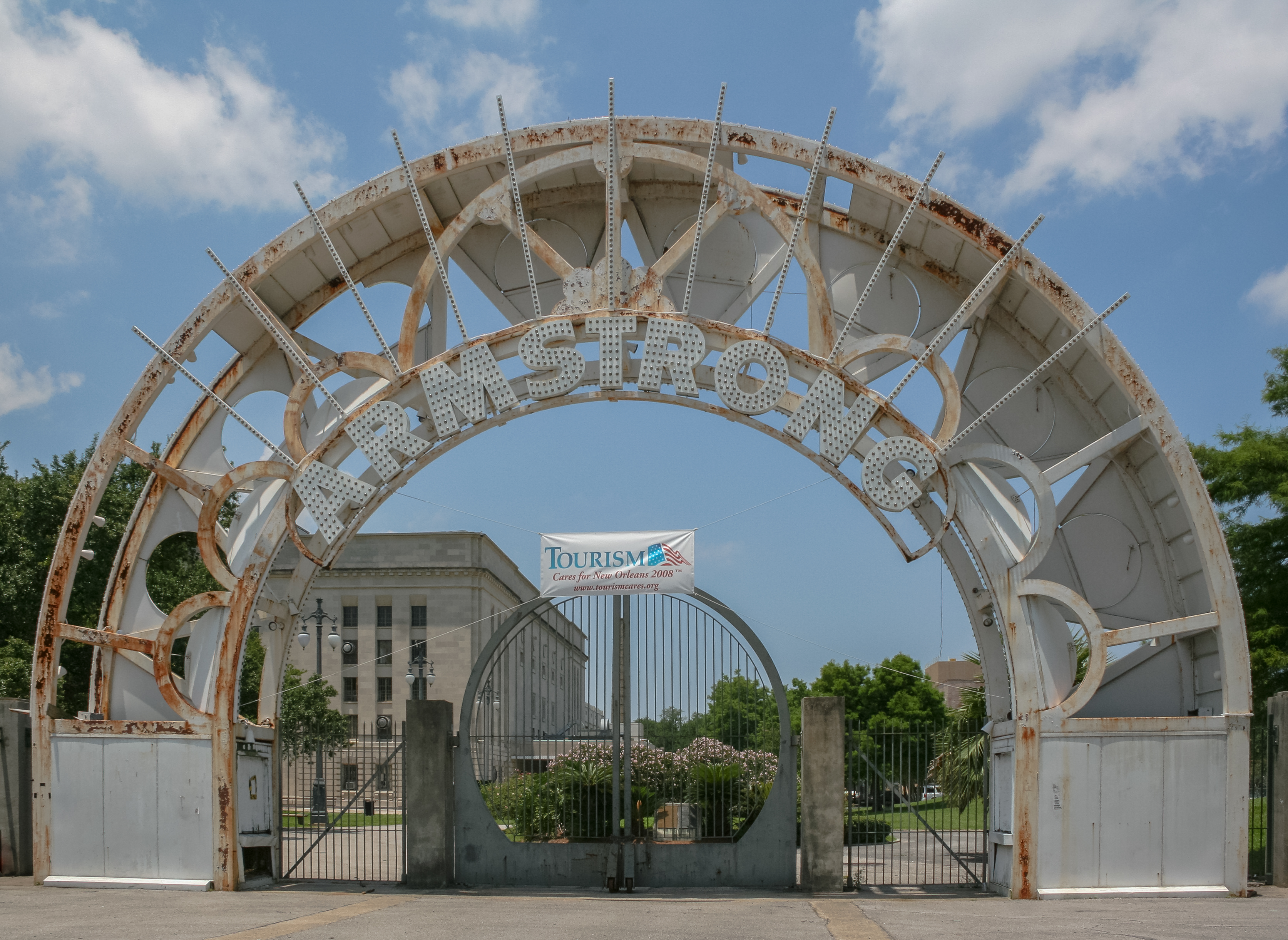
Entrada al parque.

El parque Louis Armstrong es un parque urbano en la ciudad estadounidense de Nueva Orleans, en el estado de Luisiana. Fue construido en honor al hijo más famoso de Nueva Orleans, Louis Armstrong, y está ubicado al norte del Barrio Francés.
El parque está situado justo al borde del Barrio Francés, solo separado por la calle Rampart, en el distrito de Treme y cubre un área de aproximadamente 130.000 m². El parque alberga el Auditorio Municipal de Nueva Orleans, el Teatro de Artes Escénicas Mahalia Jackson, Congo Square y partes del Parque Histórico Nacional de Jazz de Nueva Orleans.
En 1970 y 1971 el parque fue el sitio principal donde se celebró el Festival de Jazz y Patrimonio de Nueva Orleans (New Orleans Jazz & Heritage Festivals).